# Sextil Pușcariu
Sextil Pușcariu (de son nom entier Sextil Iosif Pușcariu), né à Brașov, Transylvanie, Roumanie, le 4 janvier 1877 et mort à Bran, județ de Brașov, Transylvanie, Roumanie, le 5 mai 1948, est un linguiste et philologue roumain.
Académicien et professeur à l'université de Cernăuți et à l'université de Cluj. Il a dirigé les travaux de l'élaboration du Dictionnaire de l'Académie roumaine. Sextil Pușcariu a été un spécialiste de l'histoire de la langue roumaine, dans la dialectologie, etc. Il est aussi connu pour avoir un temps adhéré à certaines idées nazies.

## Études
Sextil Iosif Pușcariu a fait ses études au gymnase et au lycées allemand et roumain de Brașov, après lesquelles, il est parti pour l'Allemagne, à Leipzig, pour les études supérieures (1895 - 1899), ensuite en France, à Paris (1899 - 1901) et en Autriche, à Vienne (1902 - 1904). Il devient docteur en philosophie de l'université de Leipzig, en 1899, respectivement docent privé pour la philologie roumaine à l'université de Vienne (1904 - 1906).

## Activité professorale
Professeur extraordinaire à partir de 1906, il a été le titulaire de la chaire de langue et de littérature roumaines, pendant 10 ans (à partir de 1908), et le doyen de la Faculté de philosophie de l'université de Cernăuți, en 1918.
À partir de 1926, Sextil Pușcariu est professeur de philologie roumaine à l'université de Cluj.
Il est mort à Bran, non loin de Brașov, le 5 mai 1948 et il a été enterré à Brașov.

## Travaux (sélection)
- Etymologisches Wörterbuch der rumänischen Sprache. I. Lateinisches Element mit Berücksichtigen aller romanischen Sprachen (Dictionnaire étymologique de la langue roumaine. I. L'élément latin en prenant en considération toutes les langues romanes), Heidelberg, 1905.
- Studii istroromâne (Études istro-roumaines)[9], vol. I-III, București, 1906-1929.
- Zur Rekonstruktion des Urrumänischen (Pour une reconstruction du proto-roumain), Hale, 1910.
- Dicționarul limbii române (Dictionnaire de la langue roumaine)[10] (lettres A-C, F-L, jusqu'au mot lojniță), București, 1913-1948 (coordination).
- Istoria literaturii române. Epoca veche (Histoire de la littérature roumaine. L'époque ancienne), Sibiu, 1921, IIe édition, 1930, IIIe édition, 1936; réédition en 1987.
- Limba română (Langue roumaine), vol. I, Privire generală (Vue générale) , București, 1940; réédition en 1976[11]; vol. II, Rostirea (Prononciation) (Posthume), 1959; réédition en 1994.
- Études de linguistique roumaine, Cluj-București, 1937 (Textes publiés en français)
- Călare pe două veacuri (À cheval sur deux siècles), București, 1968.
- Cercetări și studii (Recherches et études), București, 1974.
- Brașovul de altădată (Brașov de jadis), Cluj, 1977.
- Memorii (Mémoires), București, 1978.
- Spița unui neam din Ardeal (Suite d'ancêtres de Transylvanie), Cluj, 1998.

## Affiliations
- Membre correspondant de l'Académie roumaine, depuis 1905 et membre titulaire, depuis 1914.

## Prix
- Prix « I. Heliade Rădulescu » de l'Académie roumaine (1905)

### Sources bibliographiques
- Sextil Pușcariu, Călare pe două veacuri (À cheval sur deux siècles), București, 1968
- Elisabeta Faiciuc, Sextil Pușcariu (1877-1948). Biobibliografie, Cluj, 1998, ed. a II-a, 2000

- (ro) Cet article est partiellement ou en totalité issu de l’article de Wikipédia en roumain intitulé « Sextil Pușcariu » (voir la liste des auteurs).